# Wattens

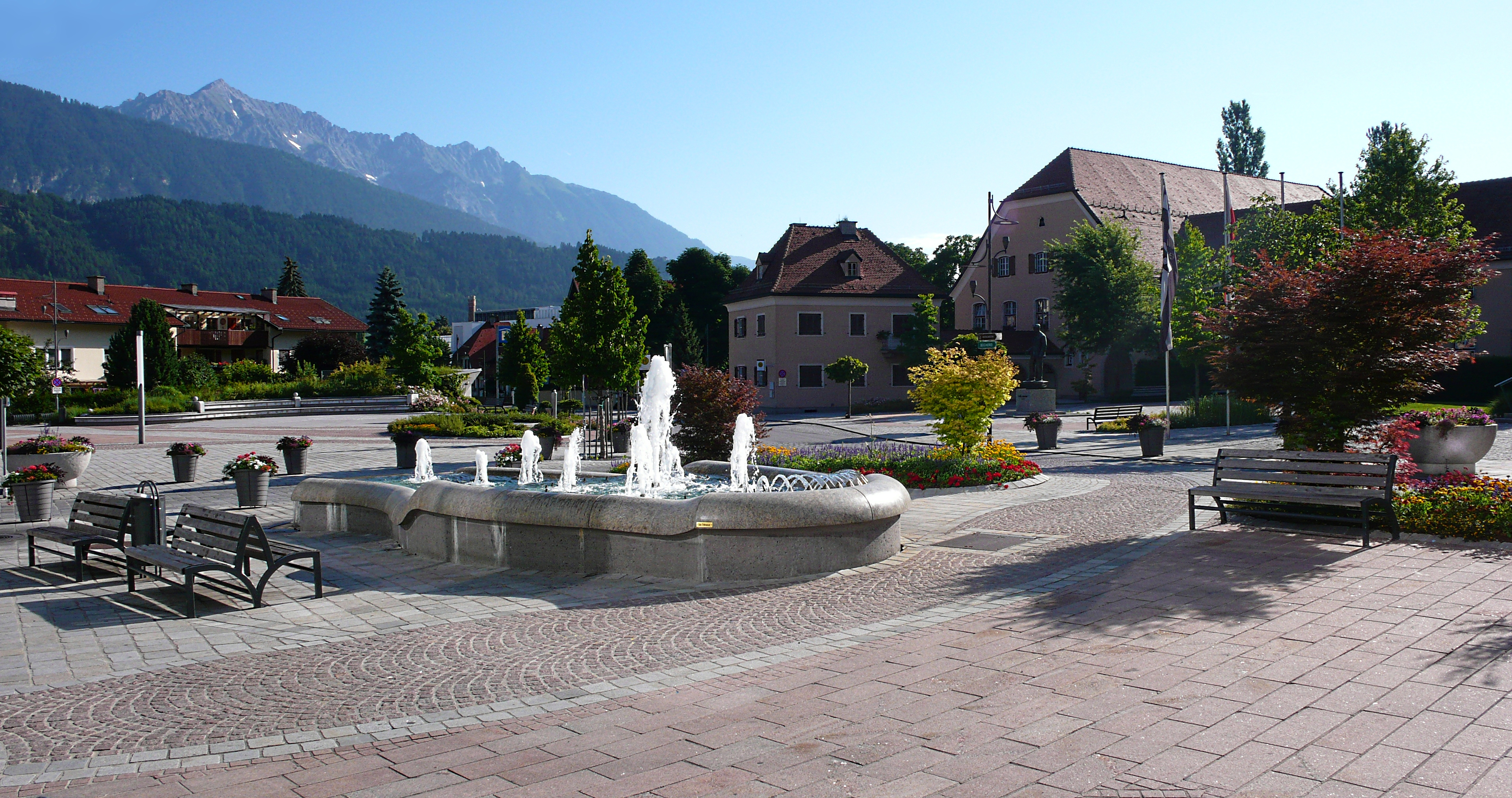
Swarovskistraße in Wattens

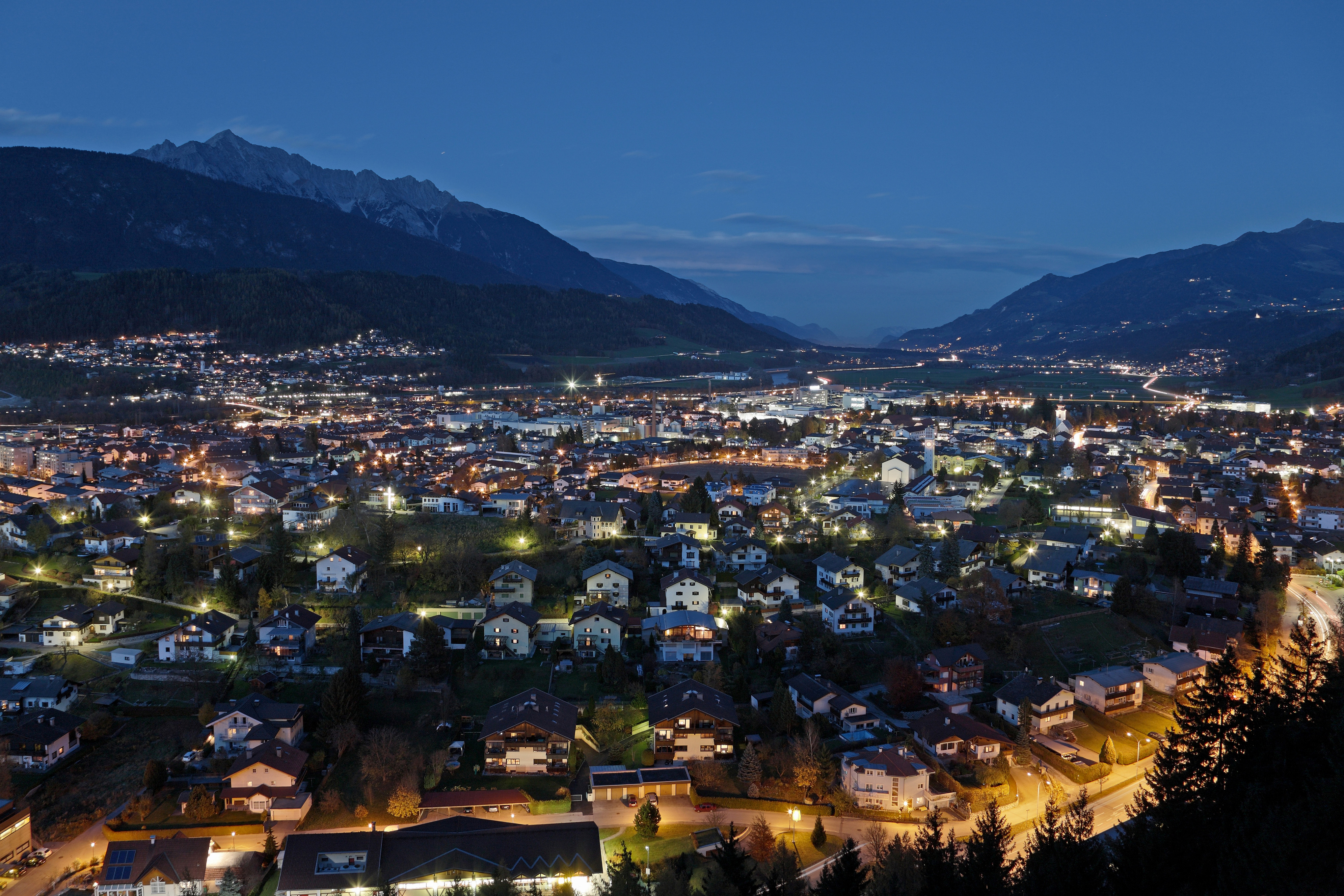
Blick von der Rätersiedlung Himmelreich auf Wattens

Wattens ist eine Marktgemeinde mit 8138 Einwohnern (Stand 1. Jänner 2025) im Tiroler Bezirk Innsbruck-Land und Stammsitz des Kristallunternehmens Swarovski. Die Gemeinde liegt im Gerichtsbezirk Hall in Tirol.

## Geografie
Wattens liegt im Tiroler Unterinntal, etwa 13 km östlich von Innsbruck, auf dem Schwemmkegel des Wattenbachs, der durch den Ort fließt und nördlich davon in den Inn mündet. Die Gemeinde besteht aus den Katastralgemeinden Wattens (4,30 km²) am Talboden des Inntals und Vögelsberg (6,53 km²) am westlichen Hang des in die Tuxer Alpen führenden Wattentals.

### Nachbargemeinden
|         | Fritzens                                    |         |
| Volders | Kompassrose, die auf Nachbargemeinden zeigt | Kolsass |
|         | Wattenberg                                  |         |

## Geschichte
Wie ein Grabfund aus der Laurentiuskirche und mehrere Einzelfunde belegen, war Wattens wie auch die umliegenden Gemeinden bereits in der Spätbronzezeit (ca. 12. Jh. v. Chr.) besiedelt. Ab dem 5. Jahrhundert ist mit der Siedlung und dem Brandopferplatz in der Flur Himmelreich die Latènezeit bzw. die Fritzens-Sanzeno-Kultur belegt. Die Siedlung ging gegen Ende des 2. Jahrhunderts v. Chr. durch einen Großbrand unter.
Neu entdeckte Siedlungsfunde und ein Münzschatz aus einem Gutshof der Römischen Kaiserzeit vom Gelände der Kristallwelten stammen aus dem 3. Jahrhundert.
Urkundlich wurde Wattens in den Jahren 930/31 als Vuattanes erstmals erwähnt. Es liegt das keltische Ausgangswort *Vattanos zugrunde (‚beim Landgut des Vatto‘).
Die 1559 errichtete Papiermühle gilt als die älteste in Nordtirol. Ein weiterer wirtschaftlicher Aufschwung fand mit der Ansiedlung Swarovskis im Jahre 1895 statt, was zu einer starken Siedlungsentwicklung führte und die ehemalige Bauerngemeinde stark veränderte.
Am 1. Jänner 1985 wurde Wattens zur Marktgemeinde erhoben.

### Bevölkerungsentwicklung
EinwohnerJahr01000200030004000500060007000800090001860189019201950198020102040EinwohnerEinwohnerentwicklung von Wattens

## Kultur und Sehenswürdigkeiten

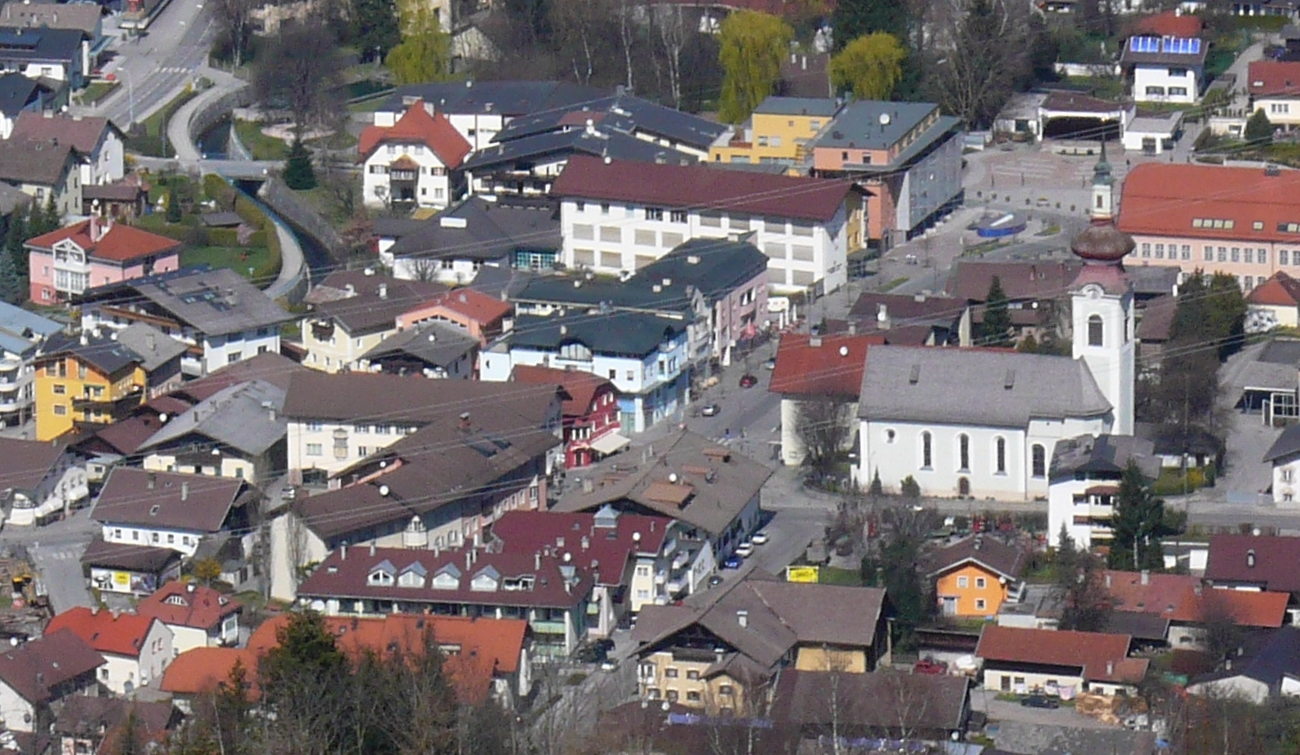
Alte Pfarrkirche Wattens im Ortskern

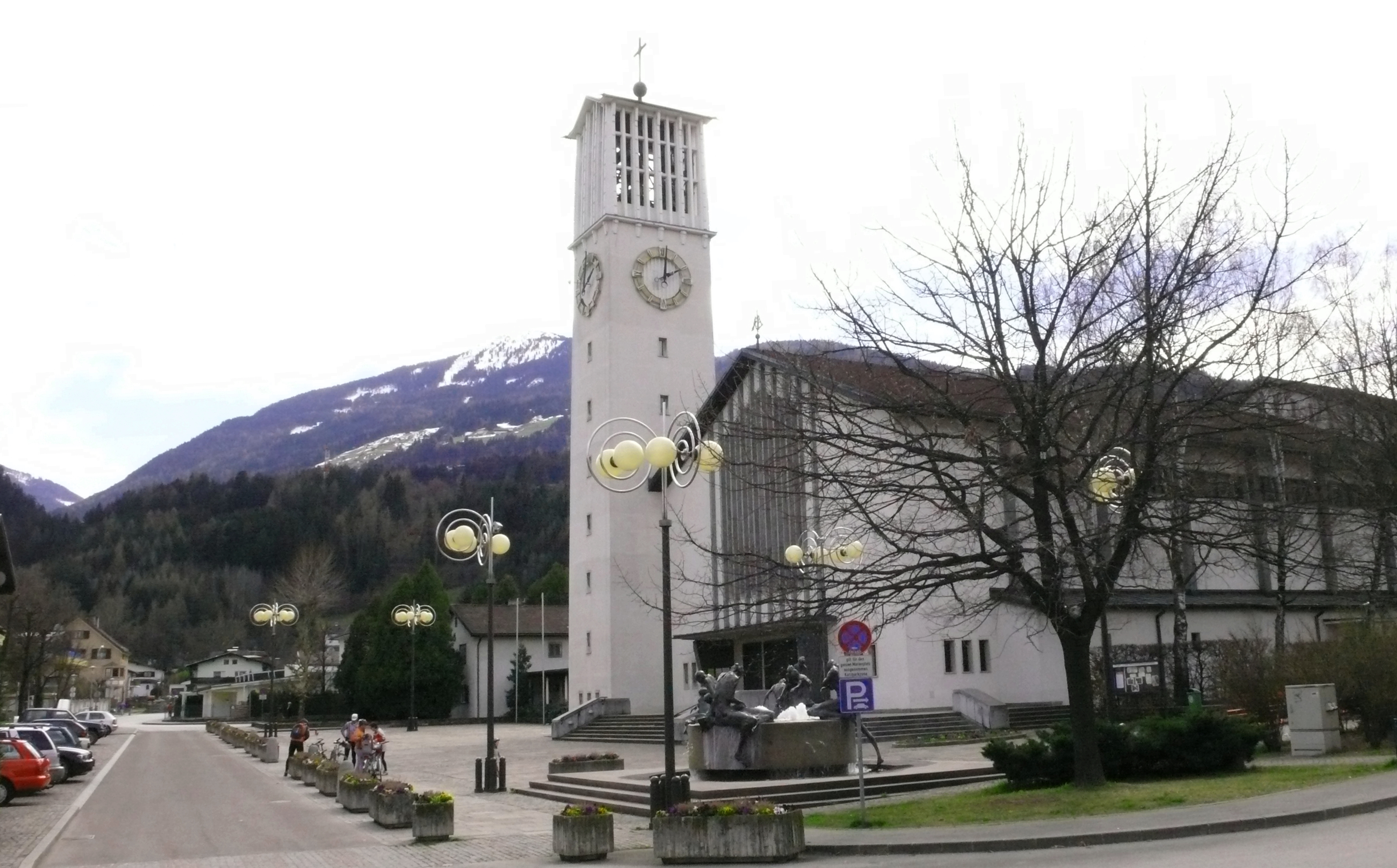
Neue Pfarrkirche Wattens am Marienplatz

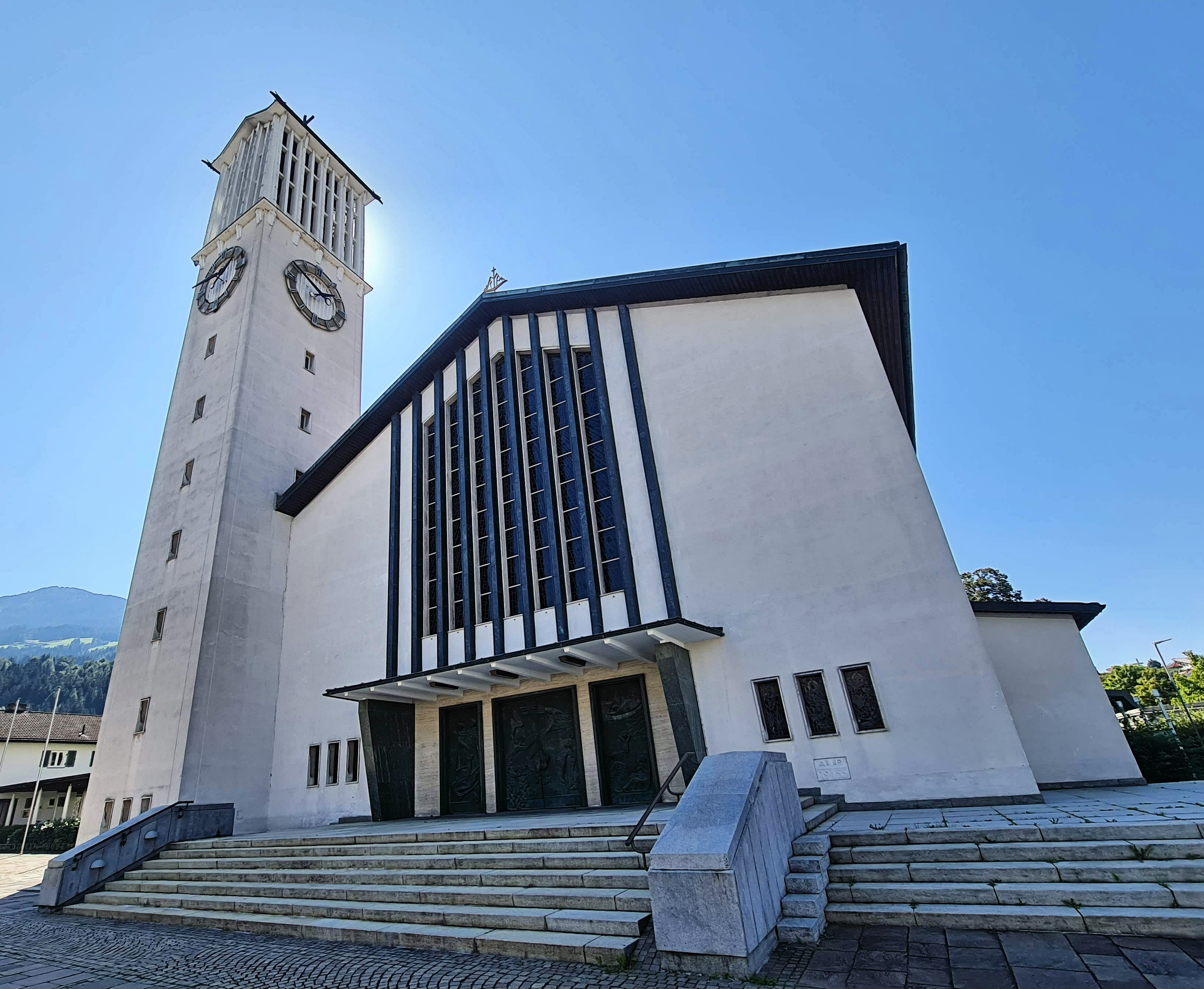
Pfarrkirche Unbefleckte Empfängnis,
Sommer 2023

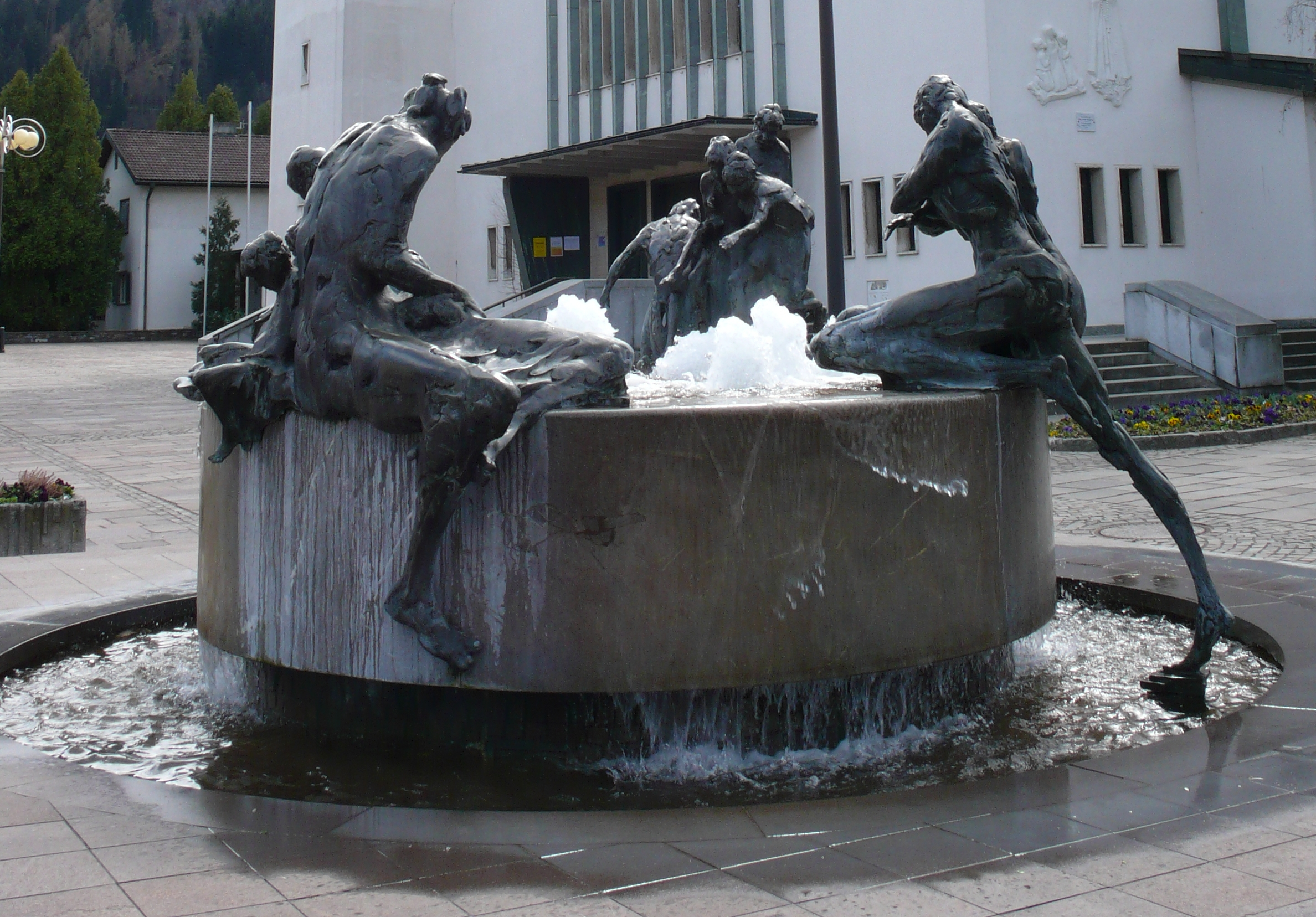
Markterhebungsbrunnen

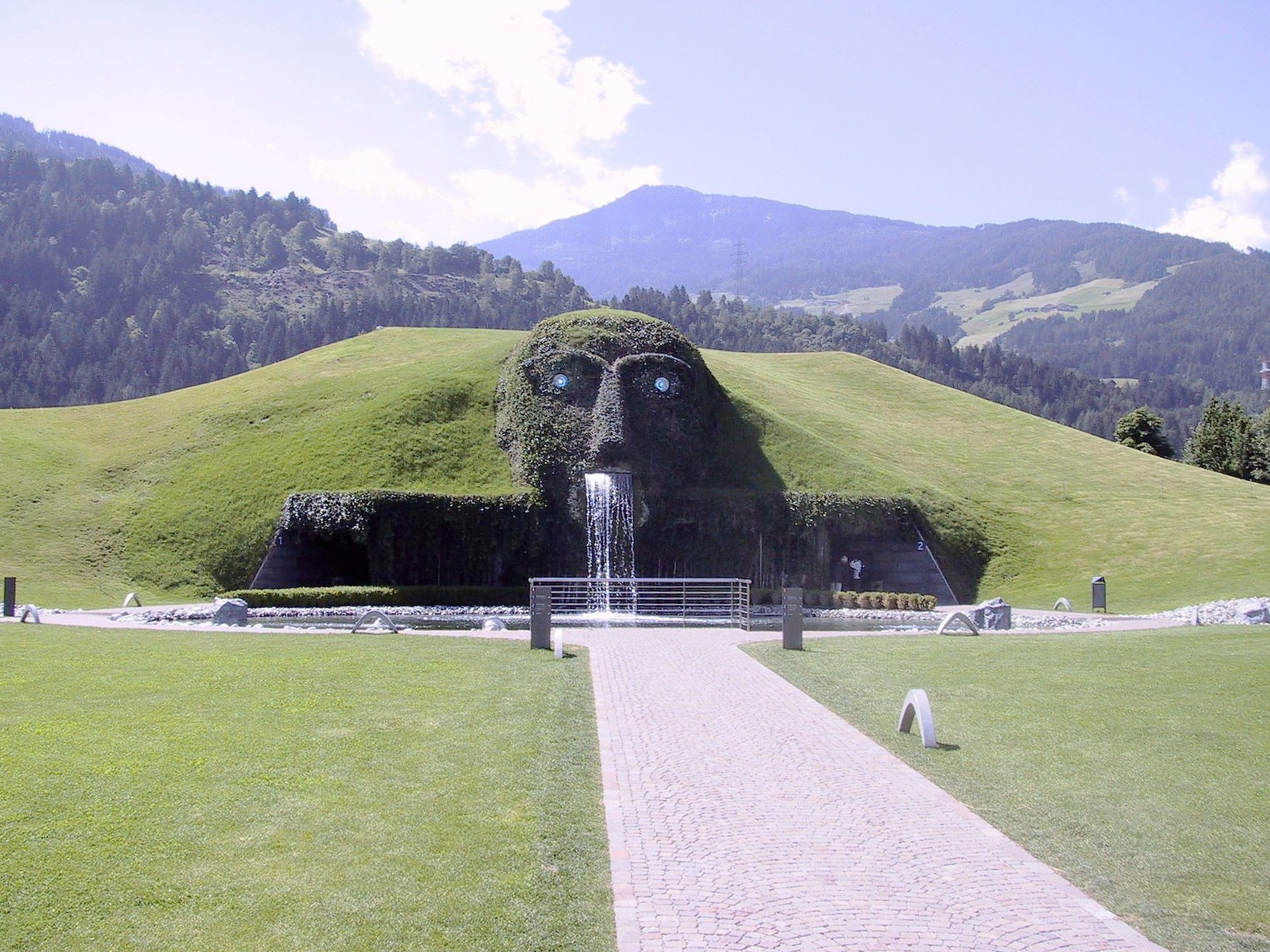
Swarovski Kristallwelten

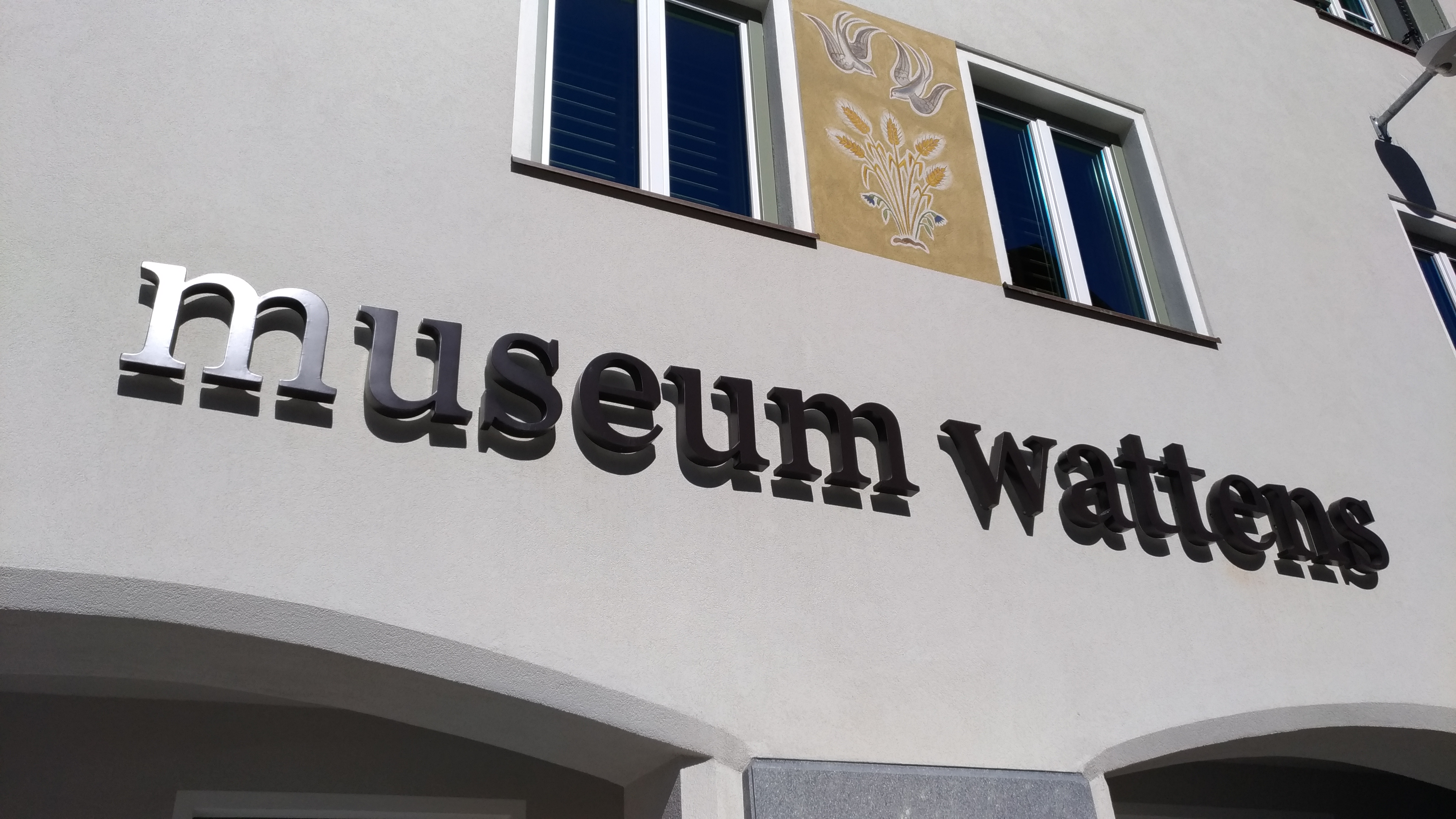
Museum Wattens

- Alte Pfarrkirche Wattens hl. Laurentius und Neue Pfarrkirche Wattens Unbefleckte Empfängnis
- Swarovski Kristallwelten: Zum hundertjährigen Firmenjubiläum (1995) von Swarovski wurde nach Entwürfen von André Heller in einem künstlichen Hügel am Ostende des Orts eine illusionistische Glaswelt erbaut. Im Inneren befinden sich moderne Wunderkammern in Anlehnung an die historischen von Schloss Ambras. Hier finden auch Kulturveranstaltungen wie „Musik im Riesen“ oder das „RiesenKinderSpiel“ statt.
- Museum Wattens: Das Museum zur Industrie- und Vorgeschichte bietet einen Einblick in die Vergangenheit und Gegenwart der Gemeinden Wattens und Volders. In ihm befinden sich die Funde aus der Rätersiedlung Himmelreich sowie Urnen mit umfangreichen Grabbeigaben aus 431 Gräbern des Volderer Urnenfeldes. In einer zweiten Abteilung ist die Entwicklungsgeschichte der 1559 gegründeten Papierfabrik Wattens als auch die des Unternehmens Swarovski dargestellt.
- Schreibmaschinenmuseum: Das Museum zeigt über 450 voll funktionsfähige Modelle aus der Entwicklung der Schreibmaschine und umfasst den Zeitraum von 1884 bis in die Gegenwart. Schnittmodelle ermöglichen den Einblick in die Funktion.

### Veranstaltungen
- Tiroler Sagen- und Märchenfestival: Inszenierung von Märchen und alten Sagen vorwiegend aus dem Tiroler Raum
- Musik im Riesen: Kammermusik in den Swarovski Kristallwelten
- Wiesenrock: Nachhaltiges Kunst-, Kultur- und Musikfestival

## Wirtschaft und Infrastruktur
Aufgrund der ansässigen Betriebe gibt es viele Einpendler in die Gemeinde.
Wattens liegt an der Inntalautobahn mit einer Ausfahrt und an der B 171. Der Bahnhof Fritzens-Wattens liegt nördlich des Inn in der Nachbargemeinde Fritzens. Zahlreiche Regionalbuslinien verbinden die Gemeinde mit ihrem Umland und den nahegelegenen Städten.

### Unternehmen
- Swarovski, Unternehmen für Kristallglas. Der Glasschleifer Daniel Swarovski aus Böhmen ließ sich auf der Suche nach Wasserkraft in Wattens nieder und gründete das Unternehmen für Kristallglas, das heute weltweit tätig ist und Tochterfirmen in Schwaz (Tyrolit Schleifmittel), Absam (Swarovski Optik) und Vomp (Swareflex Reflektoren) hat.
- Wattenspapier, Papierfabrik. Sie entstand aus der 1559 gegründeten Papiermühle und stellt heute Spezialpapiere für Zigaretten und Filter her, die weltweit vertrieben werden. Inzwischen wurde das Unternehmen der Delfort-Gruppe eingegliedert.
- Swarco AG. Standort des Konzernsitzes. Ein von Manfred Swarovski gegründetes, nicht zum Swarovski-Konzern gehörendes Verkehrstechnologieunternehmen.
- Gronda GmbH, Betreiber eines Sozialen Netzwerkes, einer Jobbörse und einer App im Bereich Gastronomie und Hotellerie

### Infrastruktur
- Straße: Die wichtigste Verkehrsverbindung ist die Inntal Autobahn A12, die den Norden der Gemeinde durchquert.
- Radfahren: Der bekannte Inn-Radweg von Innsbruck nach Passau führt direkt an Wattens vorbei, außerdem stehen mehrere Touren speziell für Mountainbiker zur Verfügung.
- Wandern: Ein beliebtes Wandergebiet ist Tirols größter Naturpark, der Alpenpark Karwendel. Zur Verfügung stehen dabei Strecken unterschiedlicher Längen und Schwierigkeitsgrade:
  - Jakobsweg
  - Adlerweg
  - Historischer Rundwanderweg

## Politik
Die letzten Bürgermeisterwahlen fanden gleichzeitig mit den Gemeinderatswahlen am 27. Februar 2022 statt.

### Bürgermeister
- 1938–19??: Josef Gager[4]
- 1950–1957: Adolf Puelacher[5]
- 1957–1978: Fritz Schiestl[6]
- 1978–1997: Otto Mair
- 1997–2015: Franz Troppmair[7]
- 2015–2022: Thomas Oberbeirsteiner
- seit 2022: Lukas Schmied

### Gemeinderat
| Partei                                                               | Prozent | Stimmen | Sitze im Gemeinderat |
| -------------------------------------------------------------------- | ------- | ------- | -------------------- |
| Bürgerliste Wattens - NEU                                            | 32,49 % | 1257    | 7                    |
| ÖVP – Für Wattens                                                    | 27,19 % | 1052    | 5                    |
| SPÖ – Gemeinsam für Wattens                                          | 14,14 % | 547     | 3                    |
| GR Erich Steiner – Die Wattner Freiheitlichen mit Parteifreien – FPÖ | 12,20 % | 472     | 2                    |
| Unser Wattens                                                        | 8,32 %  | 322     | 1                    |
| MFG Menschen Freiheit Grundrechte                                    | 5,66 %  | 219     | 1                    |

### Wappen
Blasonierung: Ein Schild mit silbernem Schrägfluss zwischen Schwarz und Blau. Im unteren, schwarzen Feld ein farbloser, im Quadrat geschliffener Edelstein, im oberen, blauen Feld ein schwarzer, mit Silber umrandeter und geteilter Reichsapfel – oder Weltkugel mit Kreuz.
Das 1956 verliehene Gemeindewappen symbolisiert die den Ort prägende Industrie. Der Reichsapfel war das Wasserzeichen der seit dem 16. Jahrhundert bestehenden Papierfabrik, der geschliffene Stein erinnert an die 1895 gegründete Schmucksteinindustrie. Der Wellenbalken steht für den für die Wasserkraft genutzten Wattenbach.

## Persönlichkeiten
- Paul Steinlechner (1841–1920), Rechtswissenschaftler in Innsbruck und Graz
- Jakob Gapp (1897–1943), in Berlin-Plötzensee hingerichteter Priester und NS-Gegner
- Anna Stainer-Knittel, Die Geier-Wally (1841–1915), starb hier im Haus ihres Sohnes Karl Stainer.
- Klaus Leeb (* 1942), theoretischer Informatiker an der Universität Erlangen
- Martin Lieb (* 1961), Judoka
- Robert Wazinger (* 1966), Fußballer
- Roland Kirchler (* 1970), Fußballer, 28-facher österreichischer Nationalteamspieler
- Petra Frey (* 1978), Sängerin
- Yvonne Moriel (* 1992), Jazzmusikerin
- Manuel Kandler (* 1997), Schauspieler[10]